# جولي روي جيفري
جولي روي جيفري (بالإنجليزية: Julie Roy Jeffrey)‏ هي مؤرخة أمريكية، ولدت في 20 مارس 1941.